# Rita Hatimi
Rhita Hatimi (en arabe : غيثة الحاتمي) est une femme politique marocaine. 
Elle a été élue députée dans la liste nationale, lors des élections législatives marocaines de 2016 avec le Mouvement populaire. Elle fait partie du groupe parlementaire du même parti, et est membre active de la Commission des finances et du développement économique.